# Polia richardsoni
Polia richardsoni is een vlinder uit de familie uilen (Noctuidae). De wetenschappelijke naam is voor het eerst geldig gepubliceerd in 1835 door Curtis.
De soort komt voor in Europa.